# Виктор Тодоров
Виктор Тодоров е български скулптор.

## Биография
Роден е в село Церово, Пазарджишко през 1935 г. Завършва Художествената академия  в София през 1960 г. със специалност „Декоративно-монументална скулптура” при проф. Любомир Далчев. Членува в секция „Скулптура“ на СБХ от 1964 година.
Започва да излага свои творби след дипломирането си. Работи в областта на монументалната скулптура и живописта. Участва като скулптор в изложби на групата на пловдивските художници, както и в национални изложби; а самостоятелните му изложби са предимно с живописни творби.

## Скулптури
- Бюстът на паметника на капитан Александър Бураго, чийто ескадрон пръв влиза в Пловдив и освобождава града през януари 1878 г., издигнат в парка „Дондукова градина“ в града през 1969 г.
- Възпоменателен паметник в градинката пред сградата на Община Пловдив, поставен във връзка с 50-годишнината на Пловдивската комуна през 1970 г. Паметникът е демонтиран след политическите промени през 1989 г. и пренесен в двора на фирма за паметници до гробищата на Рогошко шосе.
- Релеф с женска фигура в югозападния край на Централна поща в Пловдив, където е била сградата на Дома на благотворителността „Кудоглу“.[3]
- Барелефи на Йоаким Груев, Александър Башмаков и Борис Дякович, официално открити в централното фоайе на Народната библиотека „Иван Вазов“ в Пловдив на 24 октомври 1979 г. за стогодишния юбилей на библиотеката.[4]
- През 80-те години е решено пред Областния съвет в Пловдив да се издигне паметник на Йорданка Николова. Първият реализиран проект е на скулптора Александър Дяков, но реализацията му не е одобрена и след това паметникът е монтиран на централния площад в град Раковски. Виктор Тодоров е автор на втората скулптура на Йорданка Николова – триметрова фигура на жена, която гледа с оптимизъм към бъдещето. След политическите промени през 1989 г. скулптурата е демонтирана и се съхранява в „Арт център“ в двора на бившия Комбинат за монументално изкуство към съюза на художниците.[5]

## За Виктор Тодоров
Сдружение „Общо Бъдеще” работи върху проект „Скулпторът Виктор Тодоров (1935-2012). Монография”. Проектът представя живота и работата на скулптора чрез двуезичен монографичен текст, на български и английски, придружен със снимков и архивен материал и предоставен за свободен достъп в интернет чрез специално изработен уебсайт. Заложеният работен график за тази обемна задача е шест месеца, от ноември 2022 г. до април 2023 година.